# Galium subtrinervium
Galium subtrinervium är en måreväxtart som beskrevs av Friedrich Ehrendorfer och Schönb.-tem.. Galium subtrinervium ingår i släktet måror, och familjen måreväxter. Inga underarter finns listade i Catalogue of Life.